# Arevaci

Het gebied van de Arevaci

De Arevaci of ‘Aravaci’ (Arevakos, Arvatkos of Areukas in het Grieks) waren een pre-Romeins Keltische volk dat zich in Centraal-Spanje vestigden, en van 400-200 v.Chr. het grootste deel van Keltiberië domineerden. De Vaccaei waren hun bondgenoten.

## Oorsprong

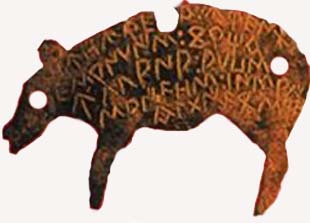
Een bronzen teken van gastvrijheid van Soria in de Keltiberische Keltische taal

De Arevaci waren zowel van Keltische oorsprong als van de Keltiberiërs bevolking. Men denkt dat hun voorouders Q-Keltisch sprekende Galliërs waren, die rond de 6e eeuw v.Chr. naar het schiereiland migreerden, ongeveer tegelijkertijd met de Vaccaei. Het zou ook kunnen dat de naam Arevaci afgeleid is van de Vaccaei, namelijk Are-Vaccaei, ofwel ‘Oost-Vacceai’. Plinius de Oudere noemde hen echter Celtiberi Arevaci, en schreef dat ze hun naam ontleend hadden aan de rivier de Areva (Araviana), en dat hun naam dus betekent: zij die bij de Areva wonen.

## Woongebied
De kern van het Arevaci gebied was gecentreerd in de huidige provincie Soria en een deel van Guadalajara. Ook hadden ze de provincie Zaragoza enige tijd in handen gehad. De Arevaci stichtten civitates, hun stadstaten in het noorden van Keltiberië. Belangrijke steden waren Numantia en Garray.

## Cultuur
Samen met de Vaccaei deelden de Arevaci een soort collectivistisch sociaal stelsel, waardoor de Vaccaei succesvol de graan en grasvelden op de westelijke Spaanse Hoogvlakte konden bebouwen. Archeologisch bewijs duidt erop dat de Arevaci echter voornamelijk vee hielden die in de Ebrovallei graasden.

## Geschiedenis
Vaak worden de Arevaci als het meest krijgshaftige volk in het oosten van de Spaanse Hoogvlakte gezien. De Arevaci begonnen al vroeg met uitbreiden, door deel te nemen aan de Keltische migratie van de 5e eeuw v.Chr. 
De Arevaci veranderden in de 4e en 3e eeuw v.Chr. van richting. Hun expansie richtte zich nu op het oosten, richting de Boven-Duero. Ze verplaatsten de Pellendones, de oorspronkelijke bewoners, en veroverden de steden Savia en Numantia, en nadat ze de Uraci onderworpen hadden, kregen ze controle of strategische steden zoals Aregrada, Cortona en Zaragoza.
Gedurende het midden van de 3e eeuw v.Chr. richtten de Arevaci samen met hun buren, de Lusones, de Belli en de Titii een federatie op, de Keltiberische confederatie, met Numantia als federatie hoofdstad. Tijdens de Tweede Punische Oorlog bleef de confederatie neutraal, hoewel geopperd werd dat Keltiberische huurlingen wel degelijk een aantal keer aan beiden kanten meevochten. 
De Belli en de Arevaci kwamen in opstand tegen de Romeinse overheersing tijdens de Keltiberische Oorlogen. Na de val van Numantia in 133 v.Chr. ontbonden de Romeinen de Keltiberische confederatie. Ze stonden de Pellendones en de Uraci toe om onafhankelijk te worden van de Arevaci, die nu zelf onderworpen waren en opgenomen in de provincie Hispania Citerior. 
Ondanks dat wisten de Arevaci in hun steden hun troepen intact te houden, en geleid door Clunia en Termantia hielpen ze de Keltiberiërs in hun verdediging tegen de Lusitani in 114 v.Chr. en de Germaanse Cimbren, die over de Pyreneeën kwamen, in 104 v.Chr. Gehard door deze successen, en door het ontbreken van Romeinse reacties, begonnen de Arevaci oproer te veroorzaken bij omliggende Keltiberische buren. Dit had de derde Keltiberische oorlog tot gevolg (99 v.Chr.-81 v.Chr.). De Romeinen vernietigden het leger van de Arevaci en plunderden en vernietigden hun hoofdstad Termantia.

## Romanisering
Hoewel ze nu opnieuw onderworpen waren, bleven de relaties tussen de Arevaci en Rome op gespannen voet. Ze bleven de Romeinse integratie decennialang weerstaan, en gecombineerd met corruptie zorgde dit voor geregelde relletjes en geweld tot ver in de 1e eeuw n.Chr.